# Jules Cambon

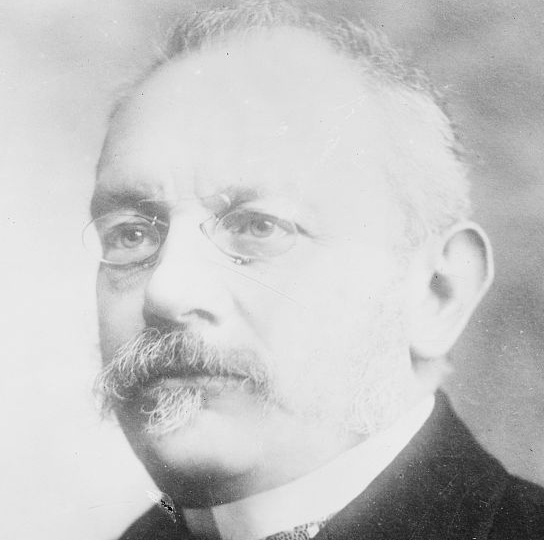
Jules Cambon

Jules-Martin Cambon (Parijs, 5 april 1845 - Vevey (Zwitserland), 19 september 1935) was een Frans diplomaat.

## Levensloop
Jules Cambon, de jongere broer van de diplomaat Paul Cambon, studeerde rechten en vestigde zich in 1866 als advocaat. Hij diende tijdens de Frans-Duitse Oorlog (1870-1871) in het Franse leger. Na de oorlog bekleedde hij bestuursfuncties en in 1874 was hij korte tijd koloniaal ambtenaar in Algerije. In 1882 werd hij prefect van het Noorderdepartement, vervolgens was hij van 1887 tot 1891 prefect van het departement Rhône. Van 18 april 1891 tot 1 oktober 1897 was hij gouverneur-generaal van Algerije.
Jules Cambon werd in 1897 ambassadeur van Frankrijk in Washington D.C.. Tijdens de eindfase van de Spaans-Amerikaanse Oorlog onderhandelde hij namens de Spaanse regering met de regering van de Verenigde Staten van Amerika over vrede. Uiteindelijk had hij, als gastheer in Parijs, een groot aandeel in de totstandkoming van het Vredesverdrag van Parijs in 1898.
Jules Cambons optreden tijdens de Spaans-Amerikaanse Oorlog en haar nasleep, droegen veel bij aan de intensivering van de betrekkingen tussen Frankrijk en Spanje. In 1902 werd Cambon ambassadeur in Madrid. In 1907 werd hij ambassadeur in Berlijn, wat hij bleef totdat Frankrijk en Duitsland aan de vooravond van de Eerste Wereldoorlog (1914) de diplomatieke betrekkingen verbraken. Terug in Frankrijk werd hij secretaris-generaal van het ministerie van Buitenlandse Zaken (1915), wat hij tot het einde van de oorlog bleef. Tijdens de Vredesconferenties te Versailles trad hij op als voorzitter van de commissies Griekse, Tsjechische en Poolse zaken (1919). Premier Georges Clemenceau benoemde hem uiteindelijk tot voorzitter van de Raad van Ambassadeurs, opgericht met als taak toe te zien op de toepassing van het Verdrag van Versailles.
In 1918 werd Cambon hij lid van de Académie Française (Franse Academie).
Jules Cambon, een typische vertegenwoordiger van de vooroorlogse "geheime diplomatie", overleed op 90-jarige leeftijd, op 19 september 1935 in Vevey, Zwitserland.
Op de dag dat er geen geheime onderhandelingen meer zijn, zullen er helemaal geen onderhandelingen meer zijn.

## Werken
- Exposé de la situation générale de l'Algérie (2 dln., 1895-1897)
- Le Gouvernement général de l'Algérie (1891-1897) (1918)
- Le Diplomate (1926)